# Film in 1995
Dit artikel gaat over de film in het jaar 1995.

## Succesvolste films
De tien films uit 1995 die het meest opbrachten.
| Rang | Titel                     | Distributeur         | Opbrengst wereldwijd |
| ---- | ------------------------- | -------------------- | -------------------- |
| 1    | Die Hard with a Vengeance | 20th Century Fox     | $ 366.101.666        |
| 2    | Toy Story                 | Walt Disney Pictures | $ 363.007.140        |
| 3    | Apollo 13                 | Universal Pictures   | $ 353.148.882        |
| 4    | GoldenEye                 | MGM                  | $ 352.194.034        |
| 5    | Pocahontas                | Walt Disney Pictures | $ 346.079.773        |
| 6    | Batman Forever            | Warner Bros.         | $ 336.529.144        |
| 7    | Se7en                     | New Line Cinema      | $ 327.311.859        |
| 8    | Casper                    | Universal Pictures   | $ 287.928.194        |
| 9    | Waterworld                | Universal Pictures   | $ 264.218.220        |
| 10   | Jumanji                   | TriStar Pictures     | $ 262.797.249        |

## Lijst van films
- 12 Monkeys
- Ace Ventura: When Nature Calls
- Aletta Jacobs: Het hoogste streven
- The American President
- Anne Frank Remembered
- Antonia
- Apollo 13
- Assassins
- Babe
- Bad Boys
- Balto
- Bang
- The Basketball Diaries
- Batman Forever
- Before Your Eyes: Angelie's Secret
- Between the Devil and the Deep Blue Sea
- Beyond Forgiveness
- Billy Madison
- The Blade (ook bekend als Dao)
- Blue in the Face
- Boys on the Side
- The Brady Bunch Movie
- Braveheart
- Brylcream Boulevard
- The Bridges of Madison County
- Canadian Bacon
- Carrington
- Casino
- Casper
- Le Château de ma mère
- Clockers
- A Close Shave
- Clueless
- Congo
- Copycat
- Crimson Tide
- Cutthroat Island
- Cyclo
- Dangerous Minds
- Dare to Love
- Dead Man
- Dead Man Walking
- Desperado
- Destiny Turns on the Radio
- Devil in a Blue Dress
- El día de la bestia
- Die Hard with a Vengeance
- Dilwale Dulhania Le Jayenge
- Dolores Claiborne
- Don Juan DeMarco
- The Doom Generation
- Dracula: Dead and Loving It
- Drop Zone
- Eenmaal geslagen, nooit meer bewogen
- De eenzame oorlog van Koos Tak
- The Englishman Who Went Up a Hill But Came Down a Mountain
- Filmpje!
- First Knight
- Flodder 3: Flodder: The Final Story
- Four Rooms
- Free Willy 2: The Adventure Home
- French Kiss
- Friday
- Get Shorty
- Ghost in the Shell
- Gold Diggers: The Secret of Bear Mountain
- GoldenEye
- A Goofy Movie
- Hackers
- La Haine
- Halloween 6: The Curse of Michael Myers
- Heat
- Heavenly Creatures
- Here Come The Munsters
- Higher Learning
- Highlander III: The Sorcerer
- Home for the Holidays
- Hoogste tijd
- How to Make an American Quilt
- The Incredibly True Adventure of Two Girls in Love
- The Indian in the Cupboard
- Irving
- It Takes Two
- Jack & Sarah
- Jade
- Jefferson in Paris
- Johnny Mnemonic
- Judge Dredd
- Jumanji
- Just Cause
- Kickboxer 5: The Redemption
- Kids
- Kiss of Death
- Kjærlighetens kjøtere
- Land and Freedom
- Lang Leve de Koningin
- The Last Supper
- Leaving Las Vegas
- Lord of Illusions
- Love and a .45
- Mad Love
- Mallrats
- The Mangler
- Manneken Pis
- Mighty Aphrodite
- Mighty Morphin Power Rangers: The Movie
- Les Misérables
- A Modern Affair
- Money Train
- Mortal Kombat
- Mr. Holland's Opus
- Murder in the First
- My Family
- The Net
- Nick of Time
- Nine Months
- Nixon
- Now and Then
- Operation Dumbo Drop
- Othello
- Outbreak
- Party Girl
- Pepernoten voor Sinterklaas
- La petite mort
- Piranha
- Pocahontas
- The Quick and the Dead
- Rangeela
- Les Rendez-vous de Paris
- Rob Roy
- Sabrina
- Safe
- De schaduwlopers
- The Scarlet Letter
- Scratch and Crow
- Se7en
- Sense and Sensibility
- She Fought Alone
- She Good Fighter
- Showgirls
- Smoke
- Something to Talk About
- Species
- Strange Days
- The Surrogate
- Tank Girl
- De Tasjesdief
- Terminal Velocity
- To Die For
- To Wong Foo, Thanks for Everything! Julie Newmar
- Tommy Boy
- Tot ziens!
- Total Eclipse
- Toy Story
- Under Siege 2: Dark Territory
- Underground
- The Usual Suspects
- Virtuosity
- De Vliegende Hollander
- De wachtkamer
- Walhalla
- A Walk in the Clouds
- Waterworld
- While You Were Sleeping
- Whisper of the Heart
- Zusje

1870-1879 · 1880-1889 · 1890 · 1891 · 1892 · 1893 · 1894 · 1895 · 1896 · 1897 · 1898 · 1899 · 1900 · 1901 · 1902 · 1903 · 1904 · 1905 · 1906 · 1907 · 1908 · 1909 · 1910 · 1911 · 1912 · 1913 · 1914 · 1915 · 1916 · 1917 · 1918 · 1919 · 1920 · 1921 · 1922 · 1923 · 1924 · 1925 · 1926 · 1927 · 1928 · 1929 · 1930 · 1931 · 1932 · 1933 · 1934 · 1935 · 1936 · 1937 · 1938 · 1939 · 1940 · 1941 · 1942 · 1943 · 1944 · 1945 · 1946 · 1947 · 1948 · 1949 · 1950 · 1951 · 1952 · 1953 · 1954 · 1955 · 1956 · 1957 · 1958 · 1959 · 1960 · 1961 · 1962 · 1963 · 1964 · 1965 · 1966 · 1967 · 1968 · 1969 · 1970 · 1971 · 1972 · 1973 · 1974 · 1975 · 1976 · 1977 · 1978 · 1979 · 1980 · 1981 · 1982 · 1983 · 1984 · 1985 · 1986 · 1987 · 1988 · 1989 · 1990 · 1991 · 1992 · 1993 · 1994 · 1995 · 1996 · 1997 · 1998 · 1999 · 2000 · 2001 · 2002 · 2003 · 2004 · 2005 · 2006 · 2007 · 2008 · 2009 · 2010 · 2011 · 2012 · 2013 · 2014 · 2015 · 2016 · 2017 · 2018 · 2019 · 2020 · 2021 · 2022 · 2023 · 2024 · 2025